# Confrontos entre Flamengo e seleções nacionais no futebol
Ente artigo lista e traz estatísticas de todos os Confrontos entre o Clube de Regatas do Flamengo e Seleções Nacionais no futebol.
O Clube de Regatas do Flamengo já realizou 45 partidas contra Seleções Nacionais de Futebol. A equipe acumula bom retrospecto, ainda mais levando-se em consideração a qualidade das seleções, equipes que reúnem os melhores profissionais do esporte bretão de cada país. No total, o Rubro-Negro tem 22 vitórias, 12 empates e 11 derrotas.
O Flamengo é um dos 5 clubes de futebol a terem vencido a Seleção Brasileira. Aliás, isso ocorreu em 2 oportunidades: O primeiro ocorreu em 1958, quando o Rubro-Negro venceu por 1 a 0, em um amistoso. O segundo foi no dia 6 de outubro de 1976, e o Rubro-Negro ganhou novamente, desta vez por 2 a 0, em jogo válido pela Taça Geraldo Cleofas Dias Alves. O troféu foi uma homenagem ao jogador mineiro que dá nome ao torneio, que jogou no Flamengo e faleceu poucos meses antes, com apenas 22 anos de idade. Com gols de Paulinho e Luís Paulo, o Fla venceu o Brasil no Maracanã - Zico de um lado e Pelé do outro, para cerca de 150 mil torcedores.
Em 1995, ano do centenário do Flamengo, diversas ações foram realizadas em comemoração. Dentre elas, a da contratação do craque Romário pelo Flamengo com um amistoso contra o Uruguai, que viria a se tornar campeão da Copa América daquele ano. O jogo ocorreu no Serra Dourada, Goiânia, e terminou empatado por 1 a 1.
A última partida do Flamengo contra uma Seleção Nacional foi contra a Jamaica, em 1998. O Rubro-Negro venceu por 3 a 0, com gols de Palhinha (2) e Cleisson. Este foi o jogo de re-estreia do Baixinho Romário, em seu retorno ao Fla depois de jogar na Espanha.

## Confrontos

### Seleções Principais
| #  | Data                    | Equipe 1 | Placar | Adversário        | Torneio                              | Ref.  |
| -- | ----------------------- | -------- | ------ | ----------------- | ------------------------------------ | ----- |
| 01 | 15 de abril de 1933     | Flamengo | 1 x 2  | Argentina         | Amistoso                             |       |
| 02 | 16 de outubro de 1949   | Flamengo | 2 x 0  | Guatemala         | Amistoso                             |       |
| 03 | 23 de outubro de 1949   | Flamengo | 4 x 2  | Guatemala         | Amistoso                             |       |
| 04 | 5 de junho de 1951      | Flamengo | 2 x 0  | Dinamarca         | Amistoso                             |       |
| 05 | 11 de maio de 1958      | Flamengo | 1 x 0  | Brasil            | Amistoso                             |       |
| 06 | 14 de maio de 1958      | Flamengo | 1 x 2  | Catalunha         | Amistoso                             |       |
| 07 | 22 de abril de 1960     | Flamengo | 0 x 6  | Bulgária          | Amistoso                             |       |
| 08 | 9 de junho de 1960      | Flamengo | 1 x 3  | Áustria           | Amistoso                             |       |
| 09 | 11 de fevereiro de 1962 | Flamengo | 2 x 2  | México            | Amistoso                             |       |
| 10 | 4 de abril de 1962      | Flamengo | 1 x 3  | Itália            | Amistoso                             |       |
| 11 | 18 de abril de 1962     | Flamengo | 2 x 4  | Tchéquia          | Amistoso                             |       |
| 12 | 5 de junho de 1962      | Flamengo | 5 x 1  | Noruega           | Amistoso                             |       |
| 13 | 24 de abril de 1963     | Flamengo | 1 x 2  | Romênia           | Amistoso                             |       |
| 14 | 26 de maio de 1963      | Flamengo | 0 x 0  | União Soviética   | Amistoso                             |       |
| 15 | 23 de fevereiro de 1964 | Flamengo | 1 x 1  | Haiti             | Amistoso                             |       |
| 16 | 21 de maio de 1964      | Flamengo | 1 x 0  | Costa do Marfim   | Amistoso                             |       |
| 17 | 3 de junho de 1964      | Flamengo | 5 x 1  | Líbano            | Amistoso                             |       |
| 18 | 3 de julho de 1964      | Flamengo | 5 x 1  | Alemanha Oriental | Amistoso                             | [ 5 ] |
| 19 | 8 de julho de 1964      | Flamengo | 3 x 2  | Ucrânia           | Amistoso                             |       |
| 20 | 11 de julho de 1964     | Flamengo | 2 x 1  | Moldávia          | Amistoso                             |       |
| 21 | 1 de novembro de 1966   | Flamengo | 1 x 1  | Argentina         | Amistoso                             |       |
| 22 | 23 de maio de 1967      | Flamengo | 2 x 4  | Alemanha Oriental | Amistoso                             |       |
| 23 | 15 de fevereiro de 1970 | Flamengo | 4 x 1  | Romênia           | Torneio Internacional de Verão do RJ |       |
| 24 | 30 de janeiro de 1972   | Flamengo | 2 x 2  | Hungria           | Amistoso                             |       |
| 25 | 22 de fevereiro de 1974 | Flamengo | 4 x 4  | Zaire             | Amistoso                             |       |
| 26 | 24 de fevereiro de 1974 | Flamengo | 3 x 3  | Zaire             | Amistoso                             |       |
| 27 | 1 de março de 1974      | Flamengo | 2 x 2  | Arábia Saudita    | Amistoso                             |       |
| 28 | 3 de março de 1974      | Flamengo | 3 x 2  | Kuwait            | Amistoso                             |       |
| 29 | 6 de outubro de 1976    | Flamengo | 2 x 0  | Brasil            | Taça Geraldo Cleofas Dias Alves      | [ 6 ] |
| 30 | 18 de fevereiro de 1977 | Flamengo | 1 x 2  | Chile             | Amistoso                             |       |
| 31 | 17 de junho de 1980     | Flamengo | 0 x 0  | Kuwait            | Torneio de Inverno de Nova Friburgo  |       |
| 32 | 18 de abril de 1985     | Flamengo | 0 x 2  | Líbia             | Amistoso                             |       |
| 33 | 5 de fevereiro de 1986  | Flamengo | 2 x 0  | Iraque            | Amistoso                             |       |
| 34 | 9 de abril de 1986      | Flamengo | 3 x 1  | Iraque            | Amistoso                             |       |
| 35 | 29 de maio de 1987      | Flamengo | 3 x 0  | Gabão             | Torneio Internacional do Gabão       |       |
| 36 | 8 de junho de 1987      | Flamengo | 1 x 0  | Argélia           | Amistoso                             |       |
| 37 | 1 de agosto de 1987     | Flamengo | 3 x 0  | Angola            | Torneio Internacional de Angola      |       |
| 38 | 23 de agosto de 1987    | Flamengo | 2 x 3  | México            | Amistoso                             |       |
| 39 | 24 de janeiro de 1988   | Flamengo | 3 x 0  | Costa do Marfim   | Amistoso                             |       |
| 40 | 29 de maio de 1988      | Flamengo | 3 x 1  | Japão             | Copa Kirin                           |       |
| 41 | 5 de junho de 1988      | Flamengo | 1 x 1  | China             | Copa Kirin                           |       |
| 42 | 10 de agosto de 1990    | Flamengo | 1 x 0  | Estados Unidos    | Copa Marlboro                        | [ 7 ] |
| 43 | 17 de julho de 1994     | Flamengo | 0 x 0  | Austrália         | Torneio-MLS                          | [ 8 ] |
| 44 | 27 de janeiro de 1995   | Flamengo | 1 x 1  | Uruguai           | Amistoso                             | [ 9 ] |
| 45 | 17 de janeiro de 1998   | Flamengo | 3 x 0  | Jamaica           | Amistoso                             | [ 4 ] |

#### Estatísticas
- Jogos – 45
- Vitórias – 22
- Empates – 12
- Derrotas – 11
- Gols pró – 90
- Gols contra – 64
- Total de Seleções – 34
  - África – 5
  - América Central – 4
  - América do Sul – 4
  - Ásia – 8
  - Europa – 12
  - Oceania – 1

### Seleções Olímpicas
| #  | Data                  | Equipe 1 | Placar | Adversário                      | Torneio  | Ref. |
| -- | --------------------- | -------- | ------ | ------------------------------- | -------- | ---- |
| 01 | 15 de outubro de 1949 | Flamengo | 5 x 3  | Sel. Guatemala Olímpica         | Amistoso |      |
| 02 | 18 de outubro de 1949 | Flamengo | 4 x 1  | Sel. Guatemala Olímpica         | Amistoso |      |
| 03 | 24 de maio de 1963    | Flamengo | 1 x 1  | Sel. Soviética Olímpica         | Amistoso |      |
| 04 | 20 de maio de 1967    | Flamengo | 0 x 1  | Sel. Alemanha Oriental Olímpica | Amistoso |      |
| 05 | 2 de julho de 1972    | Flamengo | 1 x 0  | Sel. Brasileira Olímpica        | Amistoso |      |

### Seleção Brasileira de Novos
| #  | Data                   | Equipe 1 | Placar | Adversário                  | Torneio  | Ref. |
| -- | ---------------------- | -------- | ------ | --------------------------- | -------- | ---- |
| 01 | 13 de novembro de 1986 | Flamengo | 4 x 0  | Seleção Brasileira de Novos | Amistoso |      |

### Seleção do Mundo
O Flamengo já enfrentou por 2 vezes a chamada Seleção do Mundo, com 1 vitória e 1 empate.
- 12 de julho de 1985 - Flamengo 3x1 Seleção Mundial (Maradona e cia)
- 6 de fevereiro de 1990 - Flamengo 2x2 Seleção Mundial – Em 1990, o Flamengo enfrentou um selecionado do mundo na despedida do Zico do futebol